# Juliano (imperador)
Flávio Cláudio Juliano (Constantinopla, 331 – Samarra, 26 de junho de 363) foi um imperador romano, que reinou desde o ano 361 até a sua morte, dois anos depois. Foi o último imperador pagão do mundo romano, e por isso ficou conhecido na história como "o Apóstata", por não professar a fé cristã num período em que o cristianismo já era aceito e até incentivado por seus antecessores desde Constantino I.
Nascido em Constantinopla, homem de notável formação intelectual, seu reinado, de apenas vinte meses, ficou marcado pela pretensão de harmonizar a cultura e a justiça com os valores da antiga religião pagã de Roma.
Após derrotar Conodomário e seus 30 mil homens na Batalha de Estrasburgo, Juliano foi declarado Augusto por suas legiões, mas rejeitou o título.

## Primeiros anos
A data real do nascimento do imperador Juliano é desconhecida, porém a estimativa é que ele tenha nascido no ano de 331. Pertencia à dinastia constantiniana: era filho de Júlio Constâncio, meio irmão do imperador Constantino I, e Basilina, seu avós paternos eram o imperador Constâncio Cloro (que governou durante a Tetrarquia) e sua esposa Flávia Maximiana Teodora. Ainda menino, Juliano assistiu ao assassinato de sua família em um motim militar promovido por seu primo, o imperador Constâncio II em 337. Os únicos sobreviventes desse massacre foram Juliano e seu meio-irmão Galo. Os irmãos cresceram sob a constante vigilância de Constâncio II, que lhes destinou uma educação cristã. Contudo, o responsável pela educação de Juliano, o eunuco Mardônio, educou-o nos antigos clássicos pagãos, despertando assim no futuro imperador grande interesse pelo helenismo e o gosto pela leitura. Mais tarde, ele foi autorizado a completar a sua formação intelectual em Constantinopla e Nicomédia (atual İzmit, na Turquia), onde freqüentou escolas retóricas de prestígio. Seu irmão Galo foi nomeado césar em 351 e enviado para Antioquia para combater o usurpador Magnêncio; porém, foi assassinado em 354 pela acusação de aspirar ao trono imperial.[carece de fontes?] Constâncio II prendeu Juliano, sob acusações de que ele havia se mudado para buscar uma educação liberal, e de que ele havia visitado Galo quando esteve em Constantinopla. Juliano só sobreviveu pela intervenção da imperatriz Eusébia e depois disso seguiu para a Grécia no intuito de completar sua formação intelectual e religiosa.
Juliano escreveu, em grego, várias obras de filosofia e teologia pagã, de influência neoplatônica. Uma delas é o libelo anti-cristão chamado Contra os galileus.

## Ascensão ao poder

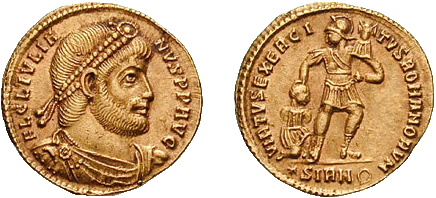
Soldo de Juliano

Em 355, Juliano foi chamado à presença de Constâncio, na corte em Mediolano (atual Milão). Nessa ocasião ele foi nomeado césar do Império do Ocidente e se casou com a irmã do imperador, Helena. Logo depois foi enviado para as Gálias com o objetivo de combater as invasões bárbaras que assolavam as fronteiras imperiais naquela região. No início, Juliano contou com uma força de pouco mais de 300 homens, um contingente muito pequeno para a tarefa a ser realizada; porém, segundo o historiador Amiano Marcelino, o jovem césar surpreendeu a todos com a sua experiência militar. O adolescente amante da literatura e da filosofia provou ser um bom soldado. Nos anos seguintes, ele lutou contra os alamanos e os francos, que pressionavam as fronteiras do império. Em torno do ano 358, estabeleceu o assentamento de francos no território da atual Bélgica, em sistema misto em que a organização tribal dos germanos se fazia associada a submissão ao imperador de Roma. Além das habilidades militares que provou ter com as numerosas vitórias sobre os bárbaros, ele também se mostrou um bom político e administrador.
Dentre as suas ações militares, em 356 Juliano recuperou a cidade de Colônia das mãos dos bárbaros e derrotou os alamanos na Batalha de Estrasburgo. Ao término desta batalha, Constâncio II ordenou que as tropas de Juliano fossem em seu auxílio na guerra contra os persas. Juliano era muito amado por seus soldados, e estes se recusaram a obedecer a ordem de Constâncio e aclamaram Juliano imperador. Seguiu-se um clima de tensões entre Juliano e Constâncio II: nesse período, o império teve dois imperadores, cada um tentando conquistar para si aliados para uma futura guerra civil (essa guerra só não aconteceu porque Constâncio morreu em 361, antes de se encontrar de fato com Juliano).

## Paganismo

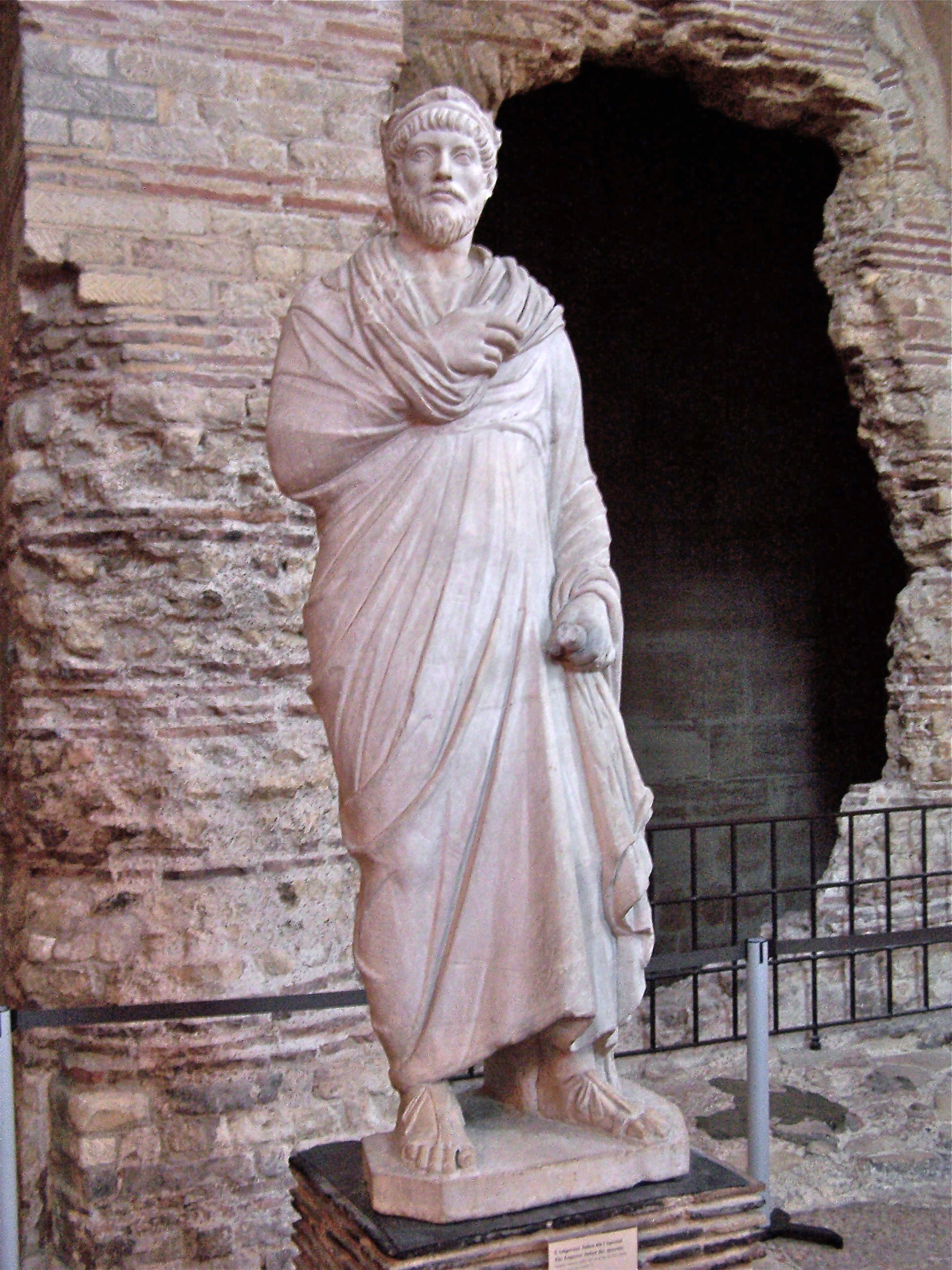
Juliano, esculpido entre 361-400
Museu de Cluny, Paris.

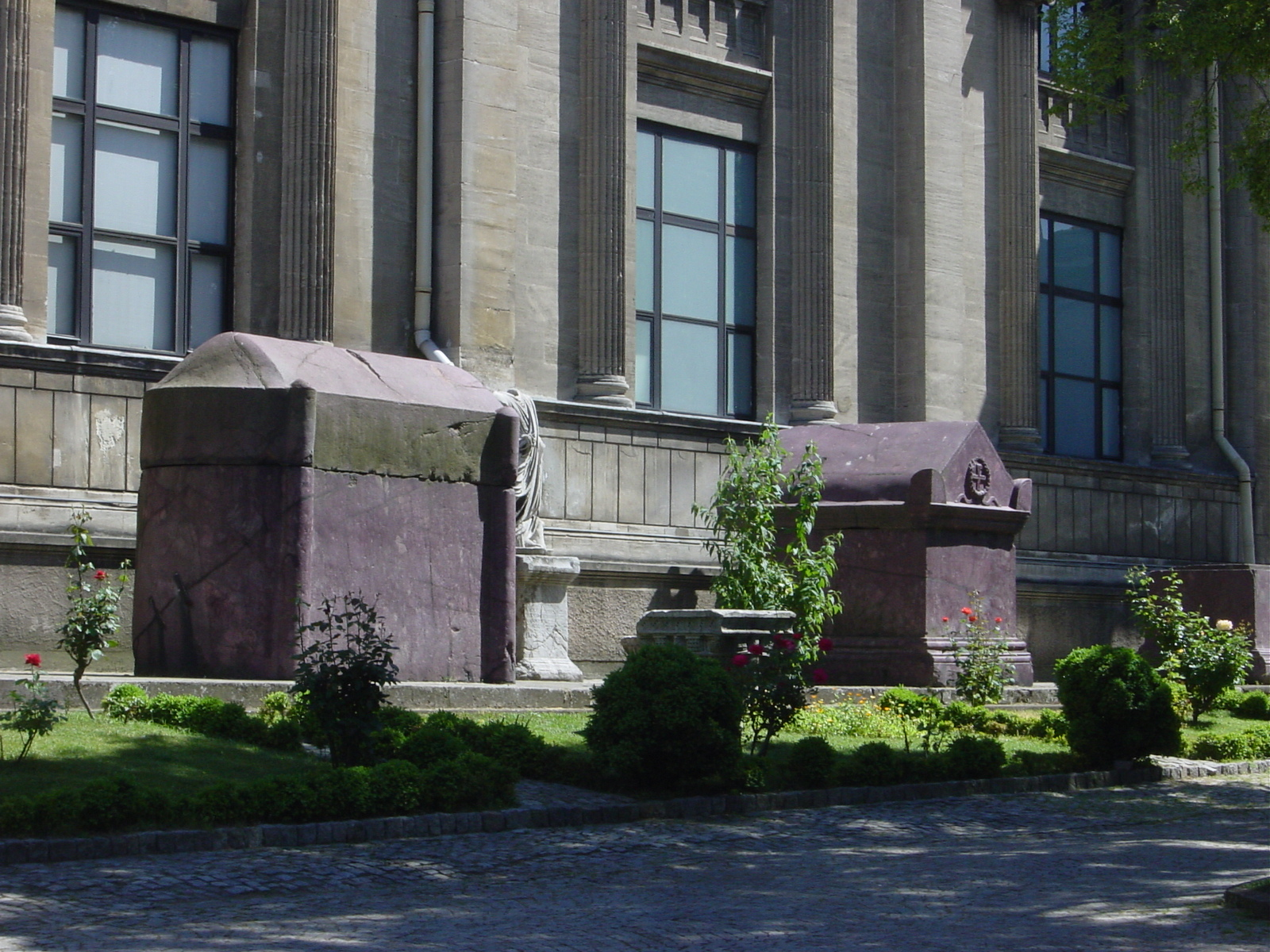
Sarcófagos no lado exterior dos Museus Arqueológicos de Istambul. O de Juliano é o da esquerda.

Juliano foi inciado em mistérios teúrgicos por Máximo de Éfeso. Segundo conta Gregório Nazianzo:
Juliano desceu até um santuário subterrâneo, no qual a entrada de pessoas comuns era proibida, em companhia de um sábio mágico, que era antes um ocultista que um filósofo.
Indivíduos com este praticavam um tipo de adivinhação que necessitava escuridão e demônios do subterrâneo para adivinhar o futuro. Conforme Juliano avançava, seu terror crescia, e a frequência de sons alarmantes e estranhos, exaltações revoltas, aparições em chamas e outros prodígios aumentava. Dado que estava dando seus primeiros passos na ciência oculta, a singularidade das aparições assustaram-no, e ele fez o sinal da cruz, o que subjugou os demônios, dando fim aos prodígios. Juliano recuperou sua coragem e voltou a avançar; os acontecimentos estranhos, no entanto, voltaram, levando-o a fazer o sinal da cruz, que fez os prodígios desaparecerem novamente. Já que Juliano vacilava, o condutor da iniciação explicou: "Odiamo-los, mas não temos medo deles; a causa mais fraca venceu!" E Juliano, convencido por estas palavras, entrou no abismo da perdição. Depois, somente os que passaram por iniciações como esta souberam o que ele foi instruído e veio a fazer. De qualquer forma, a partir de tal dia Juliano esteve possuído.
Em 12 de dezembro de 361, Juliano entrou em Constantinopla como imperador único, sem precisar vencer nenhuma batalha, como um eleito dos deuses para defender o império das provações que se apresentassem. Ao assumir o comando do império, Juliano assumiu sua crença no paganismo e se colocou sob a proteção de Zeus e Hélio. O período em que Juliano governou ficou conhecido como “restauração pagã”, pois houve uma tentativa por parte do imperador de restaurar a cultura pagã do império. O novo imperador, embora batizado e educado no cristianismo, adotou as antigas crenças pagãs greco-romanas, o que lhe valeu posteriormente o apelido de "Apóstata". Tomou medidas como a proibição do exercício do ensino pelos mestres cristãos e deu ordens para que abrissem os templos e restituíssem o culto aos deuses.

## Morte de Juliano
Depois de muitos preparativos, Juliano partiu em uma expedição contra os persas em março de 363, no intuito de resolver uma disputa por fronteiras com o Império Sassânida, que se arrastava desde o século III. Essa campanha contra os persas é conhecida em detalhes pelo relato do historiador Amiano Marcelino, que nutria uma profunda admiração por este imperador. Três meses depois, durante uma batalha, Juliano foi ferido por uma lança desconhecida e não resistiu ao ferimento. Morreu ao anoitecer do dia 26 de junho de 363, no sexto ano de seu reinado como césar e aos 32 anos de idade.
Joviano, um dos guarda-costas de Juliano mais famoso por seu pai do que por ele próprio, que o acompanhou na expedição, foi eleito pelos soldados para ocupar o trono.

## Juliano na ficção
- Imperador e Galileu, 1873, peça teatral de Henrik Ibsen
- Juliano, 1964, romance de Gore Vidal. (Julian - 1964 - ISBN 0-375-72706-X)